# Leonel Vangioni
Leonel Jesús Vangioni (Villa Constitución, 5 mei 1987) is een Argentijns voetballer die bij voorkeur als linksback speelt. Hij tekende in juli 2016 een contract tot medio 2019 bij AC Milan, dat hem overnam van River Plate.

## Clubcarrière
Vangioni werd geboren in het Argentijnse Villa Constitución. Hij speelde in de jeugdopleiding van Newell's Old Boys. In november 2006 maakte hij zijn debuut voor het eerste elftal. In zes seizoenen speelde hij 161 competitieduels voor Newell's Old Boys. Op 4 augustus 2007 maakte hij zijn eerste doelpunt voor de club tegen San Lorenzo de Almagro. In januari 2013 verhuisde Vangioni naar River Plate. Op 11 februari maakte hij vervolgens zijn competitiedebuut tegen Club Estudiantes de La Plata (1–0 winst). Met de club won hij in het seizoen 2013/14 de landstitel.

## Interlandcarrière
Op 30 september 2009 maakte Vangioni zijn debuut in het Argentijns voetbalelftal in het vriendschappelijk duel met Ghana (2–0 winst). Het elftal bestond uitsluitend uit spelers die op dat moment actief waren in de Argentijnse Primera División. Hij speelde de volledige wedstrijd. Drie jaar later werd Vangioni opnieuw opgeroepen, en stond hij wederom in de basis – nu in de oefeninterland tegen Brazilië; na opnieuw voor langere tijd niet te zijn opgeroepen, kreeg Vangioni in oktober 2014 een basisplaats tegen Hongkong (0–7 winst).
| Interlands van Leonel Vangioni voor Argentinië | Interlands van Leonel Vangioni voor Argentinië | Interlands van Leonel Vangioni voor Argentinië | Interlands van Leonel Vangioni voor Argentinië | Interlands van Leonel Vangioni voor Argentinië | Interlands van Leonel Vangioni voor Argentinië | Interlands van Leonel Vangioni voor Argentinië |
| №                                              | Datum                                          | Wedstrijd                                      | Uitslag                                        | Soort wedstrijd                                | Doelpunten                                     |                                                |
| Als speler bij CA Newell's Old Boys            | Als speler bij CA Newell's Old Boys            | Als speler bij CA Newell's Old Boys            | Als speler bij CA Newell's Old Boys            | Als speler bij CA Newell's Old Boys            | Als speler bij CA Newell's Old Boys            | Als speler bij CA Newell's Old Boys            |
| ---------------------------------------------- | ---------------------------------------------- | ---------------------------------------------- | ---------------------------------------------- | ---------------------------------------------- | ---------------------------------------------- | ---------------------------------------------- |
| 1.                                             | 30 september 2009                              | Argentinië – Ghana                             | 2 – 0                                          | Vriendschappelijk                              | 0                                              |                                                |
| 2.                                             | 21 november 2012                               | Argentinië – Brazilië                          | 2 – 1                                          | Vriendschappelijk                              | 0                                              |                                                |
| Als speler bij CA River Plate                  |                                                |                                                |                                                |                                                |                                                |                                                |
| 3.                                             | 14 oktober 2014                                | Hongkong – Argentinië                          | 0 – 7                                          | Vriendschappelijk                              | 0                                              |                                                |

Bijgewerkt op 19 november 2014.

## Erelijst
River Plate
- Landskampioen

2013/14
- Copa Sudamericana

2014